# رونیال
رونیال (به انگلیسی: Ronyal) یک روستا در پاکستان است که در خیبر پختونخوا واقع شده‌است.